# Gimont
Gimont este o comună în departamentul Gers din sudul Franței. În 2009 avea o populație de 2.845 de locuitori.

## Evoluția populației
| An        | 1975  | 1982  | 1990  | 1999  | 2006  | 2009  |
| --------- | ----- | ----- | ----- | ----- | ----- | ----- |
| Populație | 2.867 | 2.950 | 2.819 | 2.734 | 2.834 | 2.845 |